# 阿列克谢·布拉戈维申斯基
阿列克谢·谢尔盖耶维奇·布拉戈维申斯基（1909年—1994年），苏联军事人物，曾在中国抗日战争期间担任苏联空军援华抗战志愿队大队长。1938年荣获蘇聯英雄称号，1943年晋升空军中将。
因为络腮胡且勇猛无比的形象，他被中国飞行员别称为“张飞大队长”。

## 生平
1909年10月18日生于格羅德諾省布列斯特（现白俄罗斯境内）市的一个铁路工人家庭。1914年搬到库尔斯克居住。1927年4月参军。1933年起在布良斯克空军部队服役。1937年9月至12月，在空军研究所担任试飞员，对伊-15、伊-16戰鬥機进行了多次测试。
1937年“卢沟桥事变”发生后，他主动请缨来华助战，担任歼击机大队长。期间，他主要驾驶伊-15戰鬥機，在南昌和武汉等地参加对日空战，灵活应用战术迎敌。在1937年12月至1938年8月的9个月中，他累计个人击落敌机8架，与队友协同配合击落敌机20多架。1938年11月14日，由于在抗日战争的突出表现，苏联最高苏维埃主席团发布命令，决定授予布拉戈维申斯基蘇聯英雄称号，以及列宁勋章和金星奖章。
1938年10月至1939年1月，再次担任试飞员。随即参与苏芬战争，担任第54歼击航空旅旅长。1941年开始的苏德战争期间，担任第2歼击机航空军军长。先后在加里宁方面军、沃尔霍夫方面军、西部方面军、布良斯克方面军、波罗的海沿岸第一方面军、白俄罗斯第三方面军和乌克兰第一方面军作战。参与了大盧基戰役、伊斯卡拉行动、庫圖佐夫行動、巴格拉基昂行動和維斯瓦河-奧德河攻勢等战役战斗。1945年2月9日，在波兰盧賓受到重伤。
二战胜利后，继续在空军研究所工作。1960年转到图波列夫设计局工作，历任副主任（1962-1965），飞行试验基地负责人（1965-1975），副首席设计师（1975-1983），首席设计师（1984-1985）。
1985年春，率领代表团来华访问，受到中方热情接待。他在武汉还会见了当年并肩作战过的吴鼎臣老战友，并合影留念。
1994年5月25日在莫斯科去世，安葬于特罗耶库罗夫公墓。

## 荣誉
主要荣誉：苏联英雄金星奖章、两枚列宁勋章、一枚十月革命勋章、三枚红旗勋章、二级苏沃洛夫勋章、二级库图佐夫勋章、二级博格丹·赫梅利尼茨基勋章各一枚、一级卫国战争勋章和红星勋章各两枚，奖章多枚。1938年，获中华民国政府授予的四级雲麾勳章，当时证书上的名字写的是百乐克万叙斯基。

## 備注
1. ↑  俄語羅馬化：Aleksey Sergeyevich Blagoveshchenskiy
2. ↑  白俄羅斯語羅馬化：Alyaksyey Syargeyevich Blagavyeshchanski

1. ↑  又譯布拉戈韦先斯基